# Doc Holliday

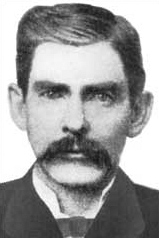
Doc Holliday in Tombstone (um 1882)

John Henry Holliday (* 14. August 1851 in Griffin, Georgia; † 8. November 1887 in Glenwood Springs, Colorado), bekannt unter seinem Spitznamen Doc Holliday, war Zahnarzt und einer der berühmtesten Revolverhelden des Wilden Westens. Holliday war an neun Schießereien beteiligt und tötete zwischen drei und sieben Menschen.

## Leben
Doc Holliday war der Sohn von Henry Burroughs Holliday, einem Major der US-Armee, und Alice Jane McKay. Sein Geburtsdatum, der 14. August 1851, ist in der Familienbibel des Vaters dokumentiert. Er wurde mit einer Lippenspalte geboren. Zwei Ärzte aus seiner Familie behoben diese Fehlbildung, worauf er ungehindert sprechen konnte. Seine Mutter Alice starb am 16. September 1866 an Tuberkulose. Drei Monate später heiratete sein Vater eine Frau namens Rachel Martin.
Kurz nach der Hochzeit zog die Familie nach Valdosta im Bundesstaat Georgia, wo John das Valdosta Institute besuchte. Er wurde in Rhetorik, Grammatik, Mathematik und Geschichte ausgebildet und in Sprachen wie Latein, Französisch und Griechisch. 1870 wechselte er an das Philadelphia College of Dental Surgery, den Vorläufer des Pennsylvania College of Dental Surgery in Philadelphia, wo er am 1. März 1872 den Doktortitel erhielt. Er praktizierte kurze Zeit als Zahnarzt in Atlanta, bis er mit 21 Jahren an Tuberkulose erkrankte. Er hoffte, eine Linderung seiner Krankheit durch trockenes Klima zu erreichen, weshalb er in den Westen zog. 1873 ließ er sich in Dallas in der Elm Street nieder. Dort begann er, übermäßig zu trinken und professionell Poker zu spielen, was er als willkommene Einkommensquelle betrachtete. Im Januar 1875 wurde er nach einer Schießerei in einem Saloon, bei der allerdings niemand verletzt wurde, das erste Mal verhaftet, aber freigesprochen. Nachdem er wiederholt wegen Spielens verurteilt worden war, verließ er Texas.
Mittlerweile zum Profispieler geworden, zog er weiter nach Westen, wo das Spielen legal war. Holliday ließ sich stets in Städten nieder, in denen gerade ein Goldrausch stattfand, unter anderem in Denver, Cheyenne und Deadwood, wo er 1876 den Revolverhelden Wyatt Earp traf. 1877 machte er in Fort Griffin Station, wo er Mary K. Haroney (Big Nose Kate) kennenlernte und sich Earp andiente. 1878 festigte sich ihre Freundschaft, als sich beide in Dodge City niederließen. Im September desselben Jahres rettete Doc Holliday Earp bei einem Hinterhalt das Leben. 1880 beteiligte er sich an Earps Silberminengeschäft und wurde sehr vermögend. Allerdings wurde er dadurch in einen Konflikt hineingezogen, der in der berühmtesten Schießerei in Tombstone gipfelte: An der Seite seines Freundes Wyatt und dessen Brüdern, Virgil Earp und Morgan Earp, nahm er an der legendären Schießerei am O. K. Corral am 26. Oktober 1881 teil. Der ganze Kampf, bei dem die beiden McLaury-Brüder und Billy Clanton getötet wurden, soll nur 30 Sekunden gedauert haben.
Nach dem anschließenden Rachemord an Morgan Earp floh Doc zusammen mit Kate Elder Fischer nach Colton, Kalifornien. Auf dem Weg dorthin begann Wyatt Earp seine Vendetta und erschoss in Tucson an der Bahnstation einen Mann, den er für den Mord an Morgan verantwortlich machte. Weitere Tote folgten. Wyatt wandte sich schließlich von Doc ab und sie gingen getrennte Wege. 1885 sahen sie sich in Denver zum letzten Mal.
Den Rest seines Lebens verbrachte Doc Holliday zusammen mit Kate Elder in Colorado. 1884 schoss er in einem Streit um fünf Dollar, die er nicht bezahlen konnte, einem Mann namens Billy Allen in den Arm. Da sein Gegenüber bewaffnet war, wurde Holliday vor Gericht für nicht schuldig befunden. Wegen seines sich dramatisch verschlechternden Gesundheitszustandes begab er sich Anfang 1887 in den Kurort Glenwood Springs. Dort führte er zusammen mit Kate Elder bis zu seinem Tod im November 1887 ein ruhiges und zurückgezogenes Leben und konvertierte durch seine Freundin Martha Anne „Mattie“ Holliday, eine Cousine und Nonne, zum Katholizismus.
1896 meinte Wyatt Earp über ihn in einem Interview:

“Doc was a dentist whom necessity had made a gambler; a gentleman whom disease had made a frontier vagabond; a philosopher whom life had made a caustic wit; a long lean ash-blond fellow nearly dead with consumption, and at the same time the most skillful gambler and the nerviest, speediest, deadliest man with a gun that I ever knew.”

„Doc war ein Zahnarzt, den die Umstände zu einem Spieler gemacht hatten; ein Gentleman, den die Krankheit zu einem Grenzlandvagabunden gemacht hatte; ein Philosoph, den das Leben zu einem bissigen Geist gemacht hatte; ein langer, hagerer, aschblonder Kerl, schon halbtot durch die Schwindsucht, und gleichzeitig der geschickteste Spieler und der nervenstärkste, schnellste und tödlichste Mann mit einer Waffe, den ich je kannte.“

## Filme über Doc Holliday (Auswahl)
- 1939: Frontier Marshal (Doc Holliday: Cesar Romero, Regisseur: Allan Dwan)
- 1943: The Outlaw (Doc Holliday: Walter Huston, Regisseur: Howard Hughes; Howard Hawks)
- 1946: Faustrecht der Prärie (Doc Holliday: Victor Mature, Regisseur: John Ford)
- 1957: Zwei rechnen ab (Doc Holliday: Kirk Douglas, Regisseur: John Sturges)
- 1967: Die fünf Geächteten (Doc Holliday: Jason Robards, Regisseur: John Sturges)
- 1971: Doc (Doc Holliday: Stacy Keach, Regisseur: Frank Perry)
- 1993: Tombstone (Doc Holliday: Val Kilmer, Regisseur: George Pan Cosmatos)
- 1994: Wyatt Earp – Das Leben einer Legende (Doc Holliday: Dennis Quaid, Regisseur: Lawrence Kasdan)
- 2012: Wyatt Earp’s Revenge (Doc Holliday: Wilson Bethel, Regisseur: Michael Feifer)
- 2016: Wynonna Earp (Doc Holliday: Tim Rozon)

## Rezeption
- Er war der Protagonist einer Serie des Martin Kelter Verlags.